# Faro-et-Deo
Faro-et-Deo är ett departement i Kamerun.   Det ligger i regionen Adamaouaregionen, i den centrala delen av landet, 400 km norr om huvudstaden Yaoundé.